# حسين وحيدي (مقاطعة فسا)
حسين وحيدي (بالإنجليزية: Tolombeh-ye Abdol Hoseyn Vahadi)‏ هي human-geographic territorial entity تقع في فارس في إيران.